# Ingénierie sociale (science politique)
Pour les articles homonymes, voir Ingénierie sociale.
L’ingénierie sociale est née de la professionnalisation du social. Dans le secteur social, les usagers vivent dans un contexte socioéconomique et environnemental de plus en plus complexe. Par ailleurs, la réponse sociale aux problèmes actuels de la société demande une compréhension de plus en plus large d'un problème : public cible, politique, environnement, économie, budget, législation, réseaux et partenariats, évaluation, cohérence... Aussi, l'ingénierie sociale désire appréhender la complexité du social pour en permettre des changements positifs sociétaux.
L'ingénierie sociale est également une discipline des sciences sociales qui fait référence aux efforts visant à influencer des attitudes et des comportements sociaux particuliers à grande échelle, que ce soit par les gouvernements, les médias ou des groupes privés afin de produire les caractéristiques souhaitées dans une population cible.
L'ingénierie sociale peut également être comprise philosophiquement comme un phénomène déterministe où les intentions et les objectifs des architectes de la nouvelle construction sociale sont réalisés. Les ingénieurs sociaux utilisent la méthode scientifique pour analyser et comprendre les systèmes sociaux afin de concevoir les méthodes appropriées pour obtenir les résultats souhaités chez les sujets de sociétés humaines.

## Théorisation de l'ingénierie sociale
L'ingénierie sociale ou l'art de piloter la société, a été théorisée par le philosophe Otto Neurath (1882-1945), surnommé le « technicien de la société ».
Connue sous la déclinaison de la théorie du nudge, l'ingénierie sociale est l'ensemble des moyens de communication mis en œuvre pour conditionner le comportement d'une population, en vue de la faire agir dans le sens de son intérêt et dans le sens de l'intérêt général.
Otto Neurath analyse les multiples concordances et transferts d'idées, comme « l'impératif de scientificité (qui les autorise à « dire-vrai ») et l’impératif de rationalité auquel ils se soumettent tous (avec l’injonction permanente d’une rationalisation et la référence universelle au taylorisme). Il devient aussi possible de reconstruire et de comparer les discours qu’ils produisent à propos de l’ordre social (avec les notions d’ordre, de société civile, de population, d’opinion publique et l’invention de la sociologie) et de dévoiler l’imaginaire de la modernité qui préside à leurs plans (qui suppose un autre rapport au temps et à la maîtrise possible de l’avenir, mais aussi une nouvelle conception de l’action sociale individuelle) ». L'un des moyens privilégiés de l'ingénierie sociale est « l’affirmation de l’objectivité et la clarté didactique de la méthode visent à produire l’internalisation et l’appropriation du message par le récepteur et à remporter ainsi son adhésion. ». En bref, plus le message est simple, plus il est censé emporter l'adhésion.
Ces orientations des messages doivent forger ou inverser les opinions publiques en vue d'une pleine adhésion. Il s'agit d'aboutir à une auto-disciplinarisation de la société à grande échelle.
Cela se manifeste de manière iconique dans la Première Guerre mondiale. La Première Guerre mondiale a été préparée par une ingénierie sociale de grande ampleur : l'exaltation du patriotisme avant et pendant la guerre, et dans la guerre les hiérarchies sociales quadrillées par des « marches » sociales selon les grades militaires. Le pacifisme était donc l'opinion à renverser.
Les historiens Nicolas Patin et Pierre-Henri Ortiz analysent que « les façons d’exercer l’autorité comme les manières d’obéir se sont transformées singulièrement et profondément au cours de la Première Guerre mondiale. D’abord parce que l’armée inverse aussi certaines hiérarchies du monde civil ». L’essentiel des refus d’obéissance étaient retenus par la justice militaire.
L'expérience de « la guerre concentre les trajectoires, rassemble les individus, met en contact au sein d'une même institution fortement hiérarchisée une foule d’acteurs qui vont partager une expérience singulière : celle d’une guerre d’une durée et d’une violence inédite. Ce basculement dans la guerre est rapide, il est vécu simultanément par des centaines de milliers d’individus ». Le front et l'arrière et la distance installée qui les sépare sont les espaces où se redéfinissent les positions sociales et déterminent le sort de chacun.

## Histoire du concept
Le terme d'ingénierie sociale est utilisé la première fois par Frédéric Leplay vers la fin du XIXe siècle. Leplay étudie la condition ouvrière dans l'École des mines et l'analyse via le prisme de méthodes d'ingénieur. Pour la première fois, il utilise le concept d'ingénieur social, à la croisée des chemins entre la science sociale et la technicité des ingénieurs ; à ce moment-là, le but n'était pas d'en créer une profession. La 2e figure de proue de l'ingénierie sociale est Vincent de Gaulejac. Avec Michel Bonetti et Jean Fraisse, ils écrivent un livre en 1989 sur l'ingénierie sociale où ils développent une manière de gérer le développement social en appréhendant sa complexité.

## Concept
Le concept d’ingénierie sociale et le terme d'ingénieur social posent parfois des polémiques. Le terme d'ingénieur est défini par le Larousse comme une personne ayant la capacité de concevoir un projet scientifique et technique de la conception jusqu'à sa réalisation en tant que cadre. D'autre part, le travail social parait peu enclin à être défini comme scientifique ou technique. Le terme d'ingénieur est réservé aux écoles d'ingénieurs. Lorsqu'il s'agit de travailler le social, des méthodes scientifiques et techniques, inspirées des méthodes des ingénieurs, ont été adaptées au contexte du non-marchand.
Dans le social, il s'agit régulièrement de faire de plus en plus, avec peu de moyens. Aussi, la recherche d'efficacité et de rentabilité est également présente, qu'elle soit désirée par l'association ou qu'elle soit une nécessité pour la survie de l'organisme. De ce fait, l'État propose la professionnalisation de cette méthode de travail du social,,,,,,, afin de former, via un master universitaire, dans le secteur non marchand, des cadres développeurs, des coordinateurs, des gestionnaires de projets, capables :
- d'analyser une problématique sociale ;
- de produire des connaissances ;
- de réaliser un diagnostic social ;
- de concevoir, d'innover et gérer les différentes étapes de gestion de la problématique, en mettant au centre l'avis des usagers vivant la problématique analysée et mettant en concertation les différentes politiques et acteurs sociaux liés à la problématique ;
- de gérer l'aspect communication et la GRH ;
- de réaliser une évaluation.

Ce master universitaire en ingénierie sociale est actuellement proposé, entre autres, dans 6 universités françaises depuis 2003, et dans 5 hautes écoles belges depuis 2008. En Belgique, un référentiel de compétences est répertorié au sein de la Fédération Wallonie-Bruxelles.
En France, le Diplôme d'État en ingénierie sociale (DEIS) est un diplôme de niveau 7 du Répertoire national des certifications professionnelles (RNCP), correspondant au niveau master. Il atteste de compétences permettant d'exercer des fonctions d’expertise, de conseil, de conception, de développement et d’évaluation dans les domaines des politiques sociales et de l’intervention sociale.